# Julien Beltoise
Pour les articles homonymes, voir Beltoise.
Julien Beltoise est un pilote automobile français. Depuis les années 2010, il exploite deux circuits automobiles : le circuit Jean-Pierre Beltoise, à Trappes (Ile de France) et le circuit de Haute-Saintonge (Nouvelle-Aquitaine). Il est également le fondateur de la société Beltoise eTechnology, qui produit des voitures de course 100% électriques.

## Biographie
Il est né le 18 mars 1974. Il est fils du pilote Jean-Pierre Beltoise et le frère du pilote Anthony Beltoise.

## Carrière automobile
- 1994 : Championnat de France de Formule Renault Campus, 9e [1]
- 1997 : Championnat de France de Formule Renault, 4e
- 1998 [2]:
  - Championnat de France de Formule Renault, Vice Champion
  - Championnat d'Europe de Formule Renault, 3e
- 2000 : Championnat de France de Formule 3, 5e (1 pole, 6 podiums)
- 2006 : Coupe de France Peugeot 206 RCC, 3e
- 2007 : Coupe de France Peugeot 206 RCC, champion
- 2008 : THP Spider Cup

## Autres
- Julien Beltoise apparaît régulièrement avec son frère Anthony dans l'émission Automoto pour tester de nouvelles voitures.
- Les deux frères testent également des véhicules de sport historiques sur le site Motorsport-Passion.